# LaFee
LaFee, właśc. Christina Klein (ur. 9 grudnia 1990 w Stolberg (Rheinland)) – niemiecka piosenkarka pop-rockowa i aktorka pochodzenia greckiego. Jest jednym z najbardziej uznanych niemieckich wykonawców pop-rockowych. Jeszcze jako nastolatka sprzedała ponad milion egzemplarzy swoich albumów i otrzymała kilka złotych oraz platynowych nagród.

## Wczesne lata
Christina Klein urodziła się 9 grudnia 1990 roku w Stolberg (Rheinland) w kraju związkowym Nadrenia Północna-Westfalia. Jej ojciec, Bernhard, jest kierowcą ciężarówki, zaś matka, Keriakoulla, z pochodzenia Greczynka, prowadzi bar z przekąskami. Ma brata Andreasa.
Gdy miała dziewięć lat nagrała taśmy demo i wysłała je do kilku produkcji telewizyjnych. W wieku jedenastu lat, za sprawą matki, pojawiła się w telewizyjnym talk-show Arabella, w którym po raz pierwszy wystąpiła przed kamerą. Następnie śpiewała w szkolnym zespole, trafiła do niemieckiego talent-show Star Search, zaś w 2004 roku wzięła udział w austriackim dziecięcym talent-show Kiddy Contest, w którym wykonała własną wersję przeboju Barry’ego Manilowa „Mandy”, nazwaną przez siebie „Oh Handy”. Jej występ oglądał w telewizji producent muzyczny Bob Arnz wraz ze swoją 9-letnią wówczas córką Leą, której pozytywna reakcja na Klein sprawiła, że Arnz postanowił podpisać z nią kontrakt i wyprodukować album.

## Kariera

### Kariera muzyczna

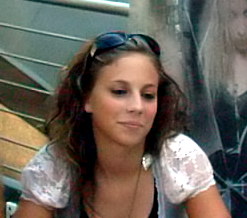
LaFee podczas rozdawania autografów w 2006 roku

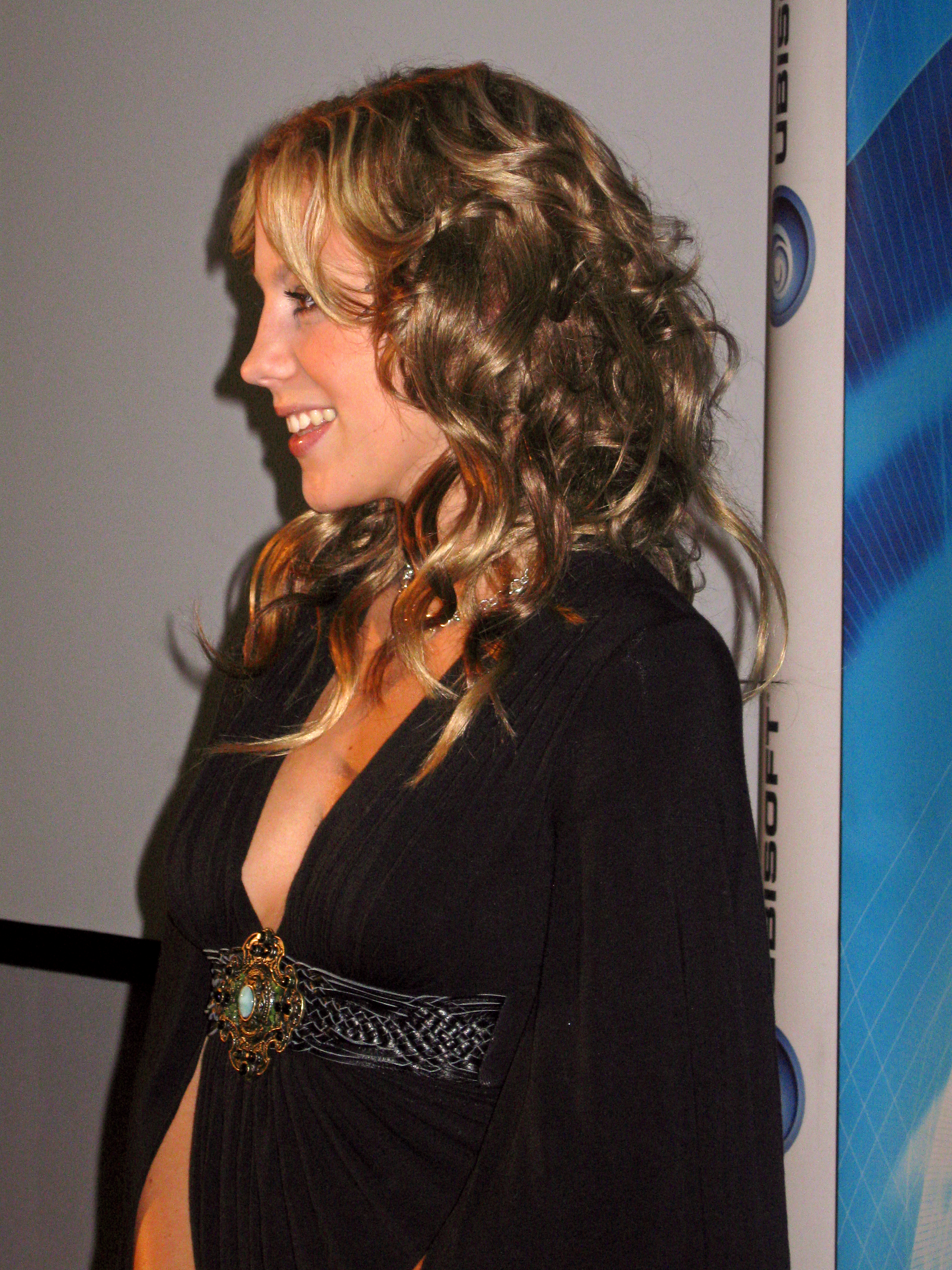
LaFee na konferencji prasowej firmy Ubisoft podczas Games Convention w 2008 roku

W marcu 2006 roku Christina Klein, przybrawszy pseudonim artystyczny „LaFee”, wydała swój pierwszy singel, zatytułowany „Virus”, który przyniósł jej dużą popularność, zwłaszcza wśród młodych odbiorców. W czerwcu 2006 roku ukazał się z kolei jej debiutancki album studyjny, LaFee, który oprócz singla „Virus” promowały jeszcze single „Prinzesschen” (wydany 2 czerwca 2006 roku), „Was ist das” (1 września 2006 roku) i „Mitternacht” (23 października 2006 roku). Album osiągnął pierwsze miejsce na niemieckich i austriackich listach przebojów. Sam singel „Prinzesschen” spędził na listach przebojów ogółem 23 tygodnie. 24 listopada 2006 roku został wydany pierwszy album wideo LaFee, Secret Live. Materiał przedstawia koncert piosenkarki oraz przygotowania do występu. Kolejny album studyjny artystki, Jetzt erst recht, ukazał się w sprzedaży 6 lipca 2007 roku i także trafił na szczyty list przebojów w Niemczech i Austrii.  Album promowały single „Heul doch” (wydany 18 maja 2007 roku), „Beweg dein Arsch” (24 sierpnia 2007 roku) i „Wer bin ich” (16 listopada 2007). Jetzt erst recht, podobnie jak i poprzedni album, kilkakrotnie zdobył złoty i platynowy certyfikat. Ponadto, jako pierwsze wydawnictwo w dorobku LaFee, znalazł się w sprzedaży także we Francji, Holandii, Belgii, na Węgrzech i w Polsce.
25 września 2007 roku LaFee wystąpiła na zorganizowanym przed Bramą Brandenburską w Berlinie w ramach prowadzonej przez czasopismo Bravo i stację telewizyjną VIVA kampanii przeciw przemocy w szkole festiwalu Schau nicht weg!, który zgromadził ponad 100-tysięczną publiczność. 28 września tego roku został wydany drugi album wideo piosenkarki, zatytułowany Erst recht mit VIVA. Kolejny album wideo – Wer bin ich / Ein ungeschminktes Märchen – pojawił się na rynku 9 listopada 2007 roku. W połowie 2008 roku ukazał się z kolei jej pierwszy anglojęzyczny, zaś chronologicznie trzeci „dźwiękowy” album, zatytułowany Shut Up. Wydawnictwo to zawierało wybrane piosenki z dwóch pierwszych albumów studyjnych, śpiewane w języku angielskim. Było promowane singlem „Shut Up” (wydany 23 maja 2008 roku), będącym anglojęzyczną wersją utworu „Heul doch”.
2 stycznia 2009 roku LaFee wydała swój czwarty z kolei album studyjny, a trzeci niemieckojęzyczny – Ring frei. Wydawnictwo było promowane przez wydany 21 listopada 2008 roku singel o tym samym tytule. W Austrii album osiągnął złoty certyfikat.
6 marca 2009 roku został wydany singel z piosenką „Scheiss Liebe”. W listopadzie tego roku ukazał się natomiast album kompilacyjny Best Of, na którym znalazła się nowa wersja utworu „Der Regen fällt”, znanego z albumu Jetzt erst recht. Wersja ta została także wydana jako singel.
W 2011 roku artystka wróciła po dwuletniej przerwie od śpiewania występem w programie telewizyjnym The Dome 58. W sierpniu tego roku wydała czwarty album studyjny, zatytułowany Frei. Promowały go dwa single: wydany 10 czerwca 2011 roku „Ich bin” oraz „Leben wir jetzt”, który ukazał się 11 listopada 2011 roku. Stworzony do pierwszego z nich teledysk miał ponad milion wyświetleń w serwisie YouTube. 
Za wszystkie cztery wydane w latach 2006–2011 albumy studyjne LaFee kilkakrotnie została uhonorowana nagrodami Echo Pop, Bravo Otto, Goldene Stimmgabel i Nickelodeon Kids’ Choice Awards.
11 maja 2012 roku ukazał się singel LaFee z piosenką „Zeig Dich”, będącą motywem przewodnim filmu Hanni & Nanni 2.
16 listopada 2018 roku wydała singel „Kartenhaus” charakteryzujący się zupełnie innym brzmieniem niż to na jej dokonaniach z początków kariery.
Jesienią 2020 roku wraz z innymi artystami (m.in. Thomasem Andersem, Oli.P-em i Eloyem de Jongiem) wzięła udział w projekcie muzycznym Hand in Hand All Stars, nagrywając w ramach niego cover piosenki „Hand in Hand” zespołu beFour, który wydano jako singel 6 listopada 2020 roku.
26 lutego 2021 roku opublikowała singel „(Ich bin ein) Material Girl”, będący coverem piosenki „Material Girl” z repertuaru Madonny.
20 sierpnia 2021 roku ukazał się piąty album studyjny piosenkarki, Zurück in die Zukunft.

### Kariera aktorska
W latach 2006–2007 LaFee grała w Ninas Welt, pierwszym w Niemczech serialu wyprodukowanym wyłącznie na urządzenia przenośne.
W 2008 roku grała rolę Tiny Gross w operze mydlanej Gute Zeiten, schlechte Zeiten.
Zimą 2012 roku wcielała się w rolę Angel Belle w musicalu Vom Geist der Weihnacht, wystawianym w jednym z teatrów w Essen.
W okresie od października 2014 do października 2017 roku LaFee odtwarzała postać Ivy Lukowski w operze mydlanej telewizji RTL To, co najważniejsze.

## Inna działalność medialna
W 2012 roku artystka wzięła udział w rozbieranej sesji zdjęciowej do wrześniowego wydania niemieckiej edycji magazynu Playboy. Zrobiła to, aby, jak sama mówiła, być postrzegana jako dorosła kobieta.

## Życie prywatne
27 sierpnia 2022 roku LaFee wyszła za mąż za swojego dotychczasowego partnera podczas ceremonii na zamku Arff, dawnym zamku na wodzie niedaleko Kolonii.

## Dyskografia

### Albumy
| Rok        | Tytuł                 | Miejsce na listach | Miejsce na listach | Miejsce na listach | Miejsce na listach | Miejsce na listach | Status                         |
| Rok        | Tytuł                 | GER                | AUT                | SWI                | FRA                | ITA                | Status                         |
| ---------- | --------------------- | ------------------ | ------------------ | ------------------ | ------------------ | ------------------ | ------------------------------ |
| 23.06.2006 | LaFee                 | 1                  | 1                  | 19                 | –                  | –                  | - GER: 3× złoto - AUT: platyna |
| 06.07.2007 | Jetzt erst recht      | 1                  | 1                  | 14                 | 79                 | 94                 | - GER: platyna - AUT: złoto    |
| 27.06.2008 | Shut Up               | 21                 | 31                 | –                  | –                  | –                  |                                |
| 02.01.2009 | Ring frei             | 6                  | 5                  | 21                 | 185                | –                  | - AUT: złoto                   |
| 27.11.2009 | Best Of               | –                  | –                  | –                  | –                  | –                  |                                |
| 19.08.2011 | Frei                  | 14                 | 21                 | 34                 | –                  | –                  |                                |
| 20.08.2021 | Zurück in die Zukunft | 7                  | 14                 | 54                 | –                  | –                  |                                |

### Single
| Rok  | Tytuł                         | Miejsce na listach | Miejsce na listach | Miejsce na listach | Album                  |
| Rok  | Tytuł                         | GER                | AUT                | SWI                | Album                  |
| ---- | ----------------------------- | ------------------ | ------------------ | ------------------ | ---------------------- |
| 2006 | „Virus”                       | 14                 | 14                 | 70                 | LaFee                  |
| 2006 | „Prinzesschen”                | 11                 | 10                 | 25                 | LaFee                  |
| 2006 | „Was ist das”                 | 17                 | 25                 | 59                 | LaFee                  |
| 2006 | „Mitternacht”                 | 23                 | 23                 | –                  | LaFee                  |
| 2007 | „Heul doch”                   | 3                  | 6                  | 25                 | Jetzt erst recht       |
| 2007 | „Beweg dein Arsch”            | 22                 | 35                 | 87                 | Jetzt erst recht       |
| 2007 | „Wer bin ich”                 | 25                 | 41                 | –                  | Jetzt erst recht       |
| 2008 | „Shut Up”                     | –                  | –                  | –                  | Shut Up                |
| 2008 | „Ring frei”                   | 22                 | 31                 | –                  | Ring frei              |
| 2009 | „Scheiss Liebe”               | 44                 | 63                 | –                  | Ring frei              |
| 2009 | „Der Regen fällt”             | 94                 | –                  | –                  | Best Of                |
| 2010 | „Schrei nach Liebe”           | –                  | –                  | –                  | Best Of                |
| 2011 | „Ich bin”                     | 80                 | 53                 | –                  | Frei                   |
| 2011 | „Leben wir jetzt”             | –                  | –                  | –                  | Frei                   |
| 2011 | „For Once and for All”        | –                  | –                  | –                  |                        |
| 2012 | „Zeig Dich”                   | –                  | –                  | –                  | Hanni & Nanni 2 OST    |
| 2015 | „Was bleibt”                  | 75                 | –                  | –                  |                        |
| 2015 | „Die ganze Welt”              | –                  | –                  | –                  |                        |
| 2015 | „Hysteria”                    | –                  | –                  | –                  |                        |
| 2015 | „So gut!”                     | –                  | –                  | –                  |                        |
| 2015 | „Dein Geschenk”               | –                  | –                  | –                  |                        |
| 2016 | „Ich gehör nur mit”           | –                  | –                  | –                  |                        |
| 2016 | „Schwarze Tränen”             | –                  | –                  | –                  |                        |
| 2017 | „Kämpferherz”                 | –                  | –                  | –                  |                        |
| 2018 | „Kartenhaus”                  | –                  | –                  | –                  |                        |
| 2020 | „Hand in Hand”                | –                  | –                  | –                  | Goldene Weihnachtshits |
| 2021 | „(Ich bin ein) Material Girl” | –                  | –                  | –                  | Zurück in die Zukunft  |
| 2021 | „Halt mich fest”              | –                  | –                  | –                  | Zurück in die Zukunft  |
| 2021 | „Heul doch (80s Version)”     | –                  | –                  | –                  |                        |
| 2021 | „Rock Me Amadeus”             | –                  | –                  | –                  | Zurück in die Zukunft  |

### Albumy wideo
| Rok        | Tytuł                                    | Miejsce na listach | Miejsce na listach | Status       |
| Rok        | Tytuł                                    | GER                | AUT                | Status       |
| ---------- | ---------------------------------------- | ------------------ | ------------------ | ------------ |
| 24.11.2006 | Secret Live                              | –                  | 4                  | - GER: złoto |
| 28.09.2007 | Erst recht mit VIVA                      | –                  | 4                  |              |
| 09.11.2007 | Wer bin ich / Ein ungeschminktes Märchen | –                  | –                  |              |

### Teledyski
- Virus
- Prinzesschen
- Was ist das
- Mitternacht
- Heul doch
- Beweg dein Arsch
- Wer bin ich (Orchester version)
- Wer bin ich
- Shut Up
- Ring frei
- Scheiss Liebe
- Der Regen fällt
- Ich bin

### Trasy koncertowe
- Das erste mal Tour
- Lass mich frei Tour
- Jetzt erst recht Tour
- Birthday Tour [anulowana, przełożona do Ring Frei Tour]
- Ring Frei Tour

## Nagrody
2006
- Nominacja do Eins Live Krone

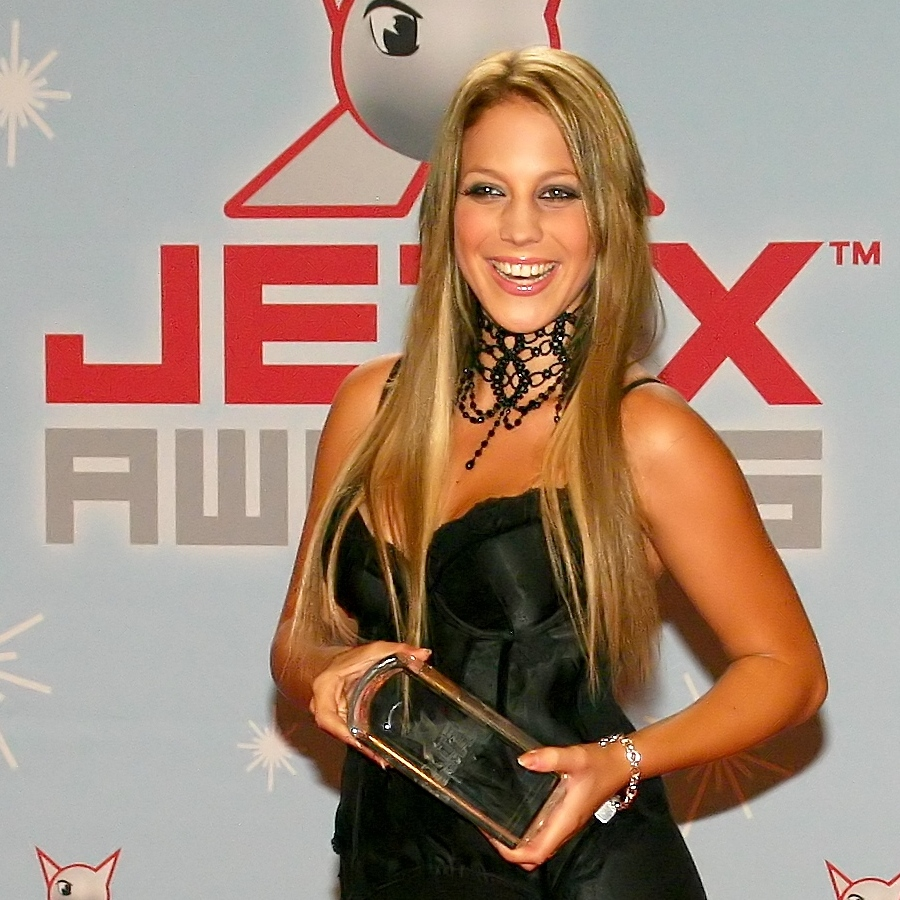
LaFee podczas gali rozdania nagród Jetix Kids Awards w Berlinie w 2008 roku

- Nominacja w dwóch kategoriach do Viva Comet

2007
- Echo 2007 w kategoriach: Wokalistka krajowa oraz Najlepszy debiut krajowy
- Srebrne Bravo Otto 2007 w kategorii Najlepsza piosenkarka pop
- Goldene Stimmgabel 2007 w kategorii Najbardziej fotogeniczna
- Nick Kids Choice Award 2007 w kategorii Najlepsza wokalistka
- Jetix Kids Awards 2007 w kategorii Najgorętsza wokalistka

2008
- Echo 2008 w kategorii Wokalistka pop/rock krajowa
- Złote Bravo Otto 2008 w kategorii Najlepsza wokalistka
- Jetix Kids Awards 2008 w kategorii Najlepszy artysta solowy
- Nick Kids Choice Award 2008 w kategorii Najlepszy artysta

2009
- Nominacja do Echo 2009 w kategoriach Wokalistka pop/rock krajowa i Najlepszy teledysk krajowy
- Nominacja do Bravo Otto 2009 w kategorii Wokalistka Roku
- Nominacja w dwóch kategoriach do Viva Comet